# Arvicanthis niloticus
Il topo del Nilo (Arvicanthis niloticus  E.Geoffroy, 1803) è un roditore della famiglia dei Muridi diffuso nell'Africa subsahariana.

## Descrizione

### Dimensioni
Roditore di medie dimensioni, con la lunghezza della testa e del corpo tra 127 e 188 mm, la lunghezza della coda tra 92 e 155 mm, la lunghezza del piede tra 30 e 36 mm, la lunghezza delle orecchie tra 13 e 22 mm e un peso fino a 160 g.

### Aspetto
La pelliccia è ruvida. Le parti superiori sono giallastre; le punte dei singoli peli nerastre danno un aspetto generale brizzolato. Lunghi peli interamente giallastri o arancioni sono presenti sul fondoschiena. Una striscia dorsale scura più o meno distinta si estende dal capo alla base della coda. Le parti ventrali sono biancastre, con la base dei peli nerastra. Le zone dove sorgono le vibrisse, intorno agli occhi e una piccola macchia dietro ogni orecchio sono color arancione. Le zampe sono rosa. La coda è più corta della testa e del corpo, densamente ricoperta di peli, i quali nascondono quasi completamente le scaglie, nerastra sopra e bianco-giallastra sotto. Il cariotipo è 2n=62 FN=56, 60 e 62.

## Biologia

### Comportamento
È una specie terricola e attiva sia di giorno che di notte. Costruisce tane superficiali, lunghe e fornite di numerose entrate, le quali non vengono mai chiuse. All'interno solitamente sono presenti un maschio ed una femmina, tranne che nei periodi invernali, quando per riscaldarsi si associano più individui. Vengono utilizzate principalmente come rifugi temporanei o come luoghi dove nutrirsi. Solitamente si trova lungo percorsi sulle sponde dei canali od altri ambienti favorevoli.

### Alimentazione
Si nutre di granaglie, vegetali e frutta. Viene considerata una piaga per gli agricoltori, in particolare per le piantagioni di canna da zucchero, la quale base viene spesso rossicchiata.

### Riproduzione
Si riproduce principalmente tra giugno e novembre. Le femmine danno alla luce 5-6 piccoli per almeno 3-4 volte l'anno. L'aspettativa di vita allo stato selvatico è di 2,5-3 anni.

## Distribuzione e habitat
Questa specie è diffusa lungo il Nilo e nella fascia subsahariana dal Senegal fino all'Etiopia a est e lo Zambia a sud. È presente anche in tre aree montane isolate del Sahara.
La popolazione dello Yemen sud-occidentale è stata probabilmente introdotta.
Vive nelle Savane, distese erbose e di arbusti. È molto comune vicino agli insediamenti umani. In Etiopia è stato osservato fino a 1.600 metri di altitudine.

## Tassonomia
Sono state riconosciute 6 sottospecie:
- A.n.niloticus: Valle del Nilo, Egitto;
- A.n.dembeensis  (Rüppell, 1842): Sudan del Sud, Etiopia, Eritrea; Tanzania e Kenya occidentali, Burundi, Uganda Repubblica Democratica del Congo nord-orientale e orientale;
- A.n.naso  (Pocock, 1934): Yemen;
- A.n.rhodesiae  (St.Leger, 1932): Zambia settentrionale e centrale;
- A.n.solatus  (Thomas, 1925): Senegal; Mauritania, Mali, Niger e Ciad meridionali; Burkina Faso, Ghana, Nigeria, Camerun e Repubblica Centrafricana settentrionali;
- A.n.testicularis  (Sundevall, 1843): Alto corso del Nilo, Sudan centrale.

## Conservazione
La IUCN Red List, considerato il vasto areale, la tolleranza al degrado del proprio habitat e la popolazione numerosa, classifica A.niloticus come specie a rischio minimo (Least Concern).